# 로드리게스 솔리테어

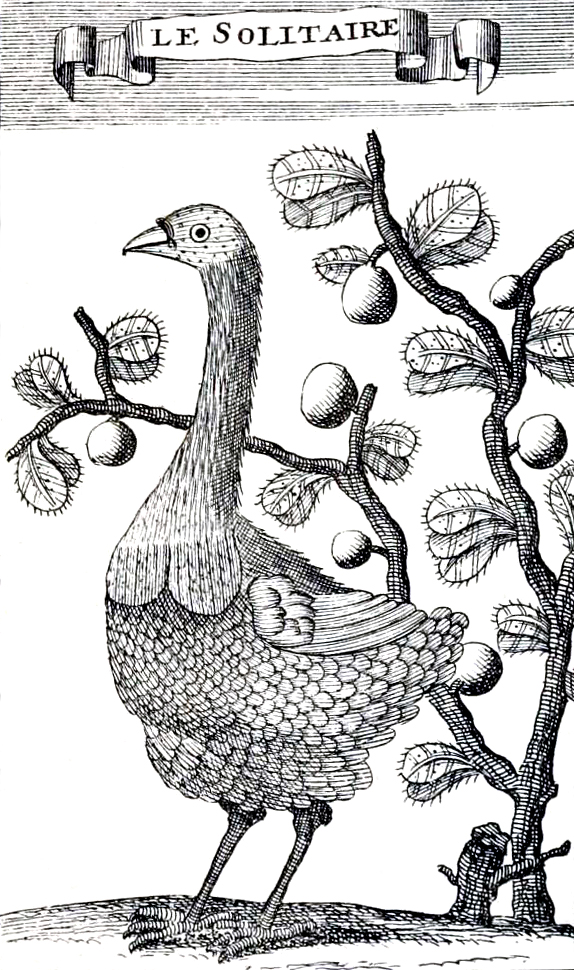
1708년 그림

로드리게스 솔리테어(영어: Rodrigues solitaire, Pezophaps solitaria)는 멸종된 날지 못하는 새로 인도양의 마다가스카르 동쪽 로드리게스섬 고유종이었다. 유전적으로 비둘기과에 속하며, 역시 멸종된 인근 섬 모리셔스의 도도새와 가장 밀접한 관련이 있으며, 둘은 도도아과를 형성한다. 니코바르비둘기는 가장 가까운 살아있는 유전적 친척이다.
로드리게스 솔리테어는 고니 크기로 자랐으며 뚜렷한 성적 이형성을 보여주었다. 수컷은 암컷보다 훨씬 크며 키가 75.7~90cm(30~35인치), 몸무게가 28kg(62파운드)에 달하는 반면, 수컷은 63.8~70cm(25~28인치), 암컷의 경우 17kg(37파운드)이다. 깃털은 회색과 갈색이었다. 암컷은 수컷보다 창백했다. 약간 구부러진 부리 밑부분에 검은색 띠가 있었고, 목과 다리는 길었다. 암수 모두 전투에 사용되는 날개에 큰 뼈 마디가 있어 영토가 매우 넓다. 로드리게스 솔리테어는 암수가 차례로 배양한 알 하나를 낳았다. 모래주머니 돌은 과일과 씨앗이 포함된 음식을 소화하는 데 도움이 되었다.
17세기에 처음 언급된 로드리게스 솔리테어는 1691~1693년에 로드리게스에 고립된 프랑스 위그노 난민 그룹의 지도자인 프랑수아 르구아(François Leguat)에 의해 자세히 설명되었다. 인간에 의해 사냥되어 동물을 들여왔으며 18세기 후반에 멸종되었다. 레과트의 설명과 그림, 그리고 몇 가지 동시대 묘사를 제외하고는 1786년 동굴에서 몇 개의 하위화석 뼈가 발견될 때까지 새에 대해 알려진 바가 없다. 이후 수천 개의 뼈가 발굴되었다.